# Суровикино
Суровикино (рус. Суровикино) град је у Русији у Волгоградској области.

## Становништво
| 1959. | 1970.  | 1979.  | 1989.  | 2002.  | 2010.  |
| ----- | ------ | ------ | ------ | ------ | ------ |
| 9.653 | 15.187 | 16.950 | 18.336 | 20.338 | 20.533 |